# Сарипуль (район Сангвор)
Сарипуль (тадж. Сарипул) — сельский населённый пункт в Сангворском районе РРП Таджикистана. Входит в состав сельской общины (джамоата) Вахиё. Расстояние от села до центра района (село Тавильдара) — 9 км, до центра джамоата (село Сайёд) — 9 км. Население — 117 человек (2017 г.), таджики. Население в основном занято сельским хозяйством (животноводство и растениводство). Земли орошаются главным образом водами горных источников.